# Arturo Riccardi
Arturo Riccardi (Pavia, 30 d'octubre de 1878 - Roma, 26 de desembre de 1966) va ser un almirall italià. Va ser un dels soldats italians més importants de la Segona Guerra Mundial. Ingressant a la Regia Marina a finals del segle xix, participà en la campanya a la Xina i en la Primera Guerra Mundial. Després d'ocupar càrrecs al Ministeri de la Marina, a principis dels anys 30, esdevé almirall i, el 1938, comanda la 1a esquadra naval. Quan Itàlia va entrar en guerra, Riccardi, desembarcat des de feia uns mesos, ja no tenia cap posició de lideratge. No obstant això, el desembre de 1940 Mussolini va decidir nomenar-lo subsecretari d'estat i cap d'estat major de l'Armada fent-lo el màxim responsable de la guerra naval italiana. Riccardi va deixar el seu càrrec com a cap d'estat major només després de la caiguda de Mussolini, el juliol de 1943.

## Biografia

### Inici de carrera
Fill d'Adolfo Riccardi i s'Ifigenia Rasini Di Mortigliengo, nascut a Pavia (encara que altres fonts indiquen Saluzzo), Riccardi va ingressar a l'Acadèmia Naval de Livorno, esdevenint una prometedora carrera militar. Com a tinent de navili va ser embarcat en el creuer blindat Marco Polo . Quan aquesta unitat va ser destacada a la Xina va entrar en acció per primera vegada amb la infanteria de marina durant la rebel·lió dels bòxers, el 8 de setembre de 1904 Riccardi va ajudar a apagar un incendi que s'havia esclatat al dipòsit de municions del creuer. Per això va ser guardonat amb la Medalla de Bronze al Valor Militar.
Com a tinent de navili també va servir a bord del creuer blindat Amalfi. Durant la Primera Guerra Mundial va ser segon al comandament del cuirassat Sardegna. Posteriorment, encara com a segon al comandament, s'embarca en el creuer Piemonte.

### Anys d'entreguerres
Riccardi va ser cap de gabinet del Ministeri de la Marina del 6 de febrer de 1925 al 13 de maig de 1925. El 1925 es va afiliar al Partit Nacional Feixista (federació de La Spezia). Del 1926 al 1929 va treballar al Comitè del Projecte Navals, on es va ocupar de material elèctric i durant el 1929 va aconseguir començar a experimentar amb ecogoniòmetres .
En el període 1934-35 va assumir el comandament de la IV divisió naval embarcant-se al creuer lleuger Alberto Di Giussano.
El desembre de 1935 va ser ascendit a almirall d'esquadra, i del 22 d'agost de 1935 al 2 d'abril de 1937 va ser director general de Personal i Serveis Militars del Ministeri de la Marina, juntament amb la guerra d'Etiòpia que també va exercir, des del 15 de setembre de 1935 a 31 d'agost de 1936, càrrec de cap de la Comandament de Defensa de Tràfic. El 6 de febrer de 1938 Riccardi es va embarcar per ser comandant de la I esquadra naval. Va tenir aquest comandament quan, el 5 de maig de 1938, es va celebrar a les aigües de Nàpols l'anomenada Revista H en honor a Hitler. Tota la flota italiana va desfilar davant del dictador alemany i de Mussolini.
Posteriorment, el juny de 1938, va fer una visita a Malta amb el seu vaixell insígnia, el cuirassat Cavour. En aquesta ocasió va conèixer l'almirall Andrew Cunningham, el seu futur adversari. Una altra tasca important que tenia Riccardi com a comandant del 1r esquadró naval va ser la de garantir el suport naval a la invasió d'Albània que va tenir lloc el 8 d'abril de 1939. Mentrestant, aquell mateix any Riccardi, a proposta del Ministeri de la Marina, havia estat nomenat Senador del Regne.

### Segona Guerra Mundial
El nomenament com a senador, el desembarcament i un nou càrrec ministerial semblaven el preludi de la jubilació al final d'una carrera brillant. L'esclat de la Segona Guerra Mundial, però sobretot els fracassos dels primers sis mesos de guerra, van convèncer Mussolini, el 8 de desembre de 1940, a escollir Riccardi com a nou subsecretari d'Estat i Cap d'Estat Major de la Marina en substitució de l'almirall Domenico Cavagnari. El canvi el va decidir Mussolini en un moment concret del conflicte quan, a causa dels fracassos de Grècia i el nord d'Àfrica, la hipòtesi estratègica de l'anomenada guerra paral·lela va decaure definitivament. Fins i tot l'Armada estava extremadament desgastada durant els primers sis mesos de la guerra i no havia passat ni un mes des de l'anomenada "Nit de Tàrent".
Per tant, la tasca de Riccardi es va presentar de seguida com molt difícil. Havia de plantejar una estratègia adequada per a la guerra que s'havia presentat d'una manera molt diferent a la que s'havia imaginat durant els anys trenta. La tasca prioritària de la Regia Marina hauria estat garantir el subministrament a Líbia. Un problema gens menyspreable però difícil de resoldre va ser el d'adaptar els mitjans a la nova realitat operativa. Des d'un cert punt de vista, Riccardi era la persona adequada per implementar aquest nou enfocament operatiu. La seva experiència en l'àmbit de les unitats d'escorta, adquirida durant la Primera Guerra Mundial, i en l'àmbit dels vaixells antisubmarins el va portar a desenvolupar un programa de construcció de guerra centrat principalment en unitats d'escorta. D'aquest programa en sortirien les corbettes de la classe Gabbiano i del VAS. Si a nivell d'estratègia global Riccardi va aportar la seva visió vinculada a la defensa del trànsit, a nivell de l'evolució de les operacions, la Regia Marina va continuar amb la seva tàctica d'espera.
El desembre de 1940, juntament amb el nomenament de Riccardi com a cap d'estat major, l'almirall Angelo Iachino s'havia convertit en el nou comandant de la flota. El destí dels dos almiralls es va entrellaçar durant trenta mesos de guerra naval amb fortunes alternades i amb situacions una mica qüestionables. El 9 de febrer de 1941 la Força H va bombardejar Gènova. En aquella ocasió, l'aparell militar italià, i en particular el de la Marina, va revelar tantes inadequacions que Mussolini i el general Cavallero van requerir explicacions. Riccardi va preferir no investigar la causa de totes les mancances i, a l'informe oficial, va justificar el no enfrontament amb la flota anglesa citant com a causes el mal temps i la mala sort. Aquesta manca d'anàlisi destinada a corregir errors aviat es pagaria molt car.
El 13 de febrer de 1941, Riccardi es va reunir amb el seu homòleg de la Marina alemanya, el Gran Almirall Erich Raeder, a Merano. Riccardi va estar acompanyat pels almiralls Emilio Brenta, Raffaele De Courten i Carlo Giartosio. Aquesta reunió, coneguda com la "Convenció de Merano", tenia la finalitat de consensuar una estratègia comuna entre les dues marines que fins aleshores havia estat pràcticament inexistent. Riccardi va explicar al seu company alemany les debilitats de l'Armada italiana, debilitats que, segons ell, impedien l'adopció d'una estratègia més ofensiva. Raeder i els seus col·laboradors van objectar que l'armada italiana hauria d'haver tingut un paper més actiu especialment a la Mediterrània oriental per contrarestar el flux de subministraments britànics a Grècia.
Les insistents peticions alemanyes van induir Riccardi i els seus col·laboradors, un cop tornats a Roma, a estudiar una operació ofensiva a la Mediterrània oriental que es duria a terme durant el mes de març següent. Així es va planificar l'operació Gaudo que, implementada a partir del 26 de març, va provocar el desastre del cap Matapan. També en aquesta ocasió l'actitud de Riccardi era molt qüestionable. Va preferir cobrir les responsabilitats del comandant de l'equip Iachino que, segons diversos crítics, hauria d'haver estat aterrat. El més probable és que Riccardi va exonerar Iachino per evitar que aquest, al seu torn, l'impliqués en la responsabilitat del fracàs de l'operació. De fet, Riccardi tenia la responsabilitat estratègica de no haver aturat l'operació quan l'esquadró italià, en ruta cap a la Mediterrània oriental, havia estat descobert pels britànics. En qualsevol cas, aquesta operació va suposar el final de qualsevol ambició ofensiva de la Marina italiana a la Segona Guerra Mundial. A partir d'aleshores, les tasques d'escorta i protecció del trànsit van absorbir les forces navals, que van ser emprades amb moderació i només sota una cobertura aèria massiva. Va esdevenir almirall d'exèrcit el 28 d'octubre de 1942. Quan des de l'abril de 1943 era gairebé segur a l'estat major italià que Sicília aviat seria envaïda pels exèrcits angoamericans, el 2 d'abril de 1943 amb motiu d'una reunió de l'estat major. Convocat a Roma pel general Vittorio Ambrosio, l'almirall Riccardi, per por de perdre'ls, va descartar la intervenció dels cuirassats italians en cas d'un desembarcament aliat a Sicília.
L'almirall Riccardi va ser obligat a abandonar el seu càrrec després de la caiguda de Benito Mussolini el 25 de juliol de 1943. El seu successor va ser l'almirall Raffaele De Courten.
Va morir a Roma el 1966.

## Dates de promoció
Almirall d'Armada – 28/10/1942
 Almirall d'esquadra designat d'armada – 15/11/1939
 Almirall de esquadra - 22/12/1935
 Almirall de divisió - 08/09/1932
 Contraalmirall – 03/1931
(...)
 Guardiamarina - 6/8/1897

## Condecoracions
Medalla de Bronze al Valor Militar - 8 de setembre de 1904
 Gran Oficial de l'orde de Sant Maurici i Sant Llàtzer – 28 de setembre de 1936
 Comanador de l'orde de Sant Maurici i Sant Llàtzer – 15 de juny de 1933
 Oficial de l'orde de Sant Maurici i Sant Llàtzer – 1 de juny de 1930
 Cavaller de l'orde de Sant Maurici i Sant Llàtzer – 6 de desembre de 1914
 Gran Creu de cavaller de gran cordó de l'orde de la Corona d'Itàlia – 1 de febrer de 1940
 Gran Oficial de l'orde de la Corona d'Itàlia –27 d'octubre de 1934
 Comanador de l'orde de la Corona d'Itàlia – 12 de novembre de 1925
 Oficial de l'orde de la Corona d'Itàlia – 14 de desembre de 1919
 Cavaller de l'orde de la Corona d'Itàlia – 14 de desembre de 1911
 Comanador de l'orde Colonial de l'Estrella d'Itàlia – 16 de juliol de 1936
 Oficial de l'orde Colonial de l'Estrella d'Itàlia – 16 de juliol de 1936
  Medalla commemorativa de la campanya a la Xina
 Creu d'or per l'antiguitat al servei
  Creu al Mèrit de Guerra
 Medalla commemorativa de la guerra 1915-1918
 Medalla commemorativa de la Unitat d'Itàlia 1848-1918
 Medalla commemorativa italiana de la Victòria de 1918
 Medalla Mauriciana al Mèrit pels 50 anys de Carrera Militar
 Medalla Commemorativa del Període Bèl·lic 1940-43
 Creu alemanya d'or – 18 de gener de 1943